# Острів Розчарування
Острів Розчарування — один із семи незаселених островів архіпелагу Оклендських островів у Новій Зеландії. Цей острів знаходиться на відстані 475 кілометрів (295 миль) на південь від головного Південного острова країни та на 8 кілометрів (5 миль) від північно-західного краю острова Окленд. Тут мешкає велика колонія білошапочних альбатросів: тут гніздиться близько 65 000 пар — майже вся популяція світу. Також на острові є левінія маорійська, ендемічна для архіпелагу — вид, який колись вважався вимерлим, проте був заново відкритий у 1966 році.

## Історія
7 березня 1907 року сталевий чотирищогловий барк «Дундональд» затонув після того, як зійшов на берег із західного боку острова. Дванадцять чоловіків потонули, а решта шістнадцять, що вижили, сім місяців чекали на порятунок. Вони вижили завдяки постачанням зі складу потерпілих кораблів на острові Окленд. У листопаді 1907 року острів відвідала наукова експедиція.

## Етимологія
Етимологія острова Розчарування неясна; однак найменування островів, яким бракувало ресурсів, таких як Острови Розчарування, могло бути одним з факторів, що сприяли його назві. Або, справді, виникнення частих корабельних аварій.

## Територія, важлива для птахів
Острів є частиною важливої орнітологічної території, групи островів Окленд, визначеної як такої, організацією BirdLife International через значення групи як місця розмноження кількох видів морських птахів, а також ендемічних оклендських бакланів, новозеландських чирянок, маорійських левіній і оклендських баранців.